# 結晶光学
結晶光学は、異方性媒質、つまり光が伝搬する方向により異なる振る舞いをする媒質（結晶など）における光の挙動を記述する光学の分野である。屈折率は組成と結晶構造の両方に依存し、グラッドストーン・デールの式を用いて計算することができる。多くの場合、結晶は初めから異方性であり、一部の媒質（液晶など）では外部電圧を印加することで異方性を起こすことができる。

## 等方性媒質
ガラスなど一般的に透明の媒質は等方性である。これは光が媒質内をどの方向に動いても同じように振る舞うことを意味する。誘電体におけるマクスウェル方程式の点からいうと、次に示す電気変位場Dと電場Eの関係が与えられる。
{\displaystyle \mathbf {D} =\varepsilon _{0}\mathbf {E} +\mathbf {P} }
ここでε0は自由空間の誘電率であり、Pは電気分極（媒質に存在する電気双極子モーメントに対応するベクトル場）である。物理的には、分極場は光の電場に対する媒質の応答とみなすことができる。

### 電気感受率
等方性および線形媒質では、この分極場Pは電場Eに比例し、これと平行である。
{\displaystyle \mathbf {P} =\chi \varepsilon _{0}\mathbf {E} }
ここでχは媒質の電気感受率である。よってDとEの関係は
{\displaystyle \mathbf {D} =\varepsilon _{0}\mathbf {E} +\chi \varepsilon _{0}\mathbf {E} =\varepsilon _{0}(1+\chi )\mathbf {E} =\varepsilon \mathbf {E} }
ここで
{\displaystyle \varepsilon =\varepsilon _{0}(1+\chi )}
は媒質の比誘電率である。非磁性媒質では屈折率nと次式の関係がある。
{\displaystyle n={\sqrt {1+\chi }}}

## 異方性媒質
結晶などの異方性媒質では、分極場Pは必ず光の電場Eと平行ではない。これは物理的には、結晶の物理的構造に関連する特定の好む方向を持つ電場により媒質で起こる双極子と考えることができる。これは次のように書くことができる。
{\displaystyle \mathbf {P} =\varepsilon _{0}{\boldsymbol {\chi }}\mathbf {E} .}
ここで χ は前のような値ではなく、ランク2のテンソル、電気感受性テンソルである。3次元の成分では
{\displaystyle {\begin{pmatrix}P_{x}\\P_{y}\\P_{z}\end{pmatrix}}=\varepsilon _{0}{\begin{pmatrix}\chi _{xx}&\chi _{xy}&\chi _{xz}\\\chi _{yx}&\chi _{yy}&\chi _{yz}\\\chi _{zx}&\chi _{zy}&\chi _{zz}\end{pmatrix}}{\begin{pmatrix}E_{x}\\E_{y}\\E_{z}\end{pmatrix}}}
もしくは総和規約を用いて
{\displaystyle P_{i}=\varepsilon _{0}\sum _{j\in \{x,y,z\}}\chi _{ij}E_{j}\quad .}
と書かれる。χはテンソルなのでPは必ずしもEと共線(colinear)ではない。
非磁性で透明な材料では、χij = χji、つまりχテンソルは実対称である。よって、スペクトル定理に従い、座標軸の適切なセットを選びχxx, χyy, χzz以外のテンソルの全成分を0にすることにより、テンソルを対角化することができる。これにより次の関係が与えられる。
{\displaystyle P_{x}=\varepsilon _{0}\chi _{xx}E_{x}}
{\displaystyle P_{y}=\varepsilon _{0}\chi _{yy}E_{y}}
{\displaystyle P_{z}=\varepsilon _{0}\chi _{zz}E_{z}}
この場合、方向x, y, zは媒質の主軸として知られている。χテンソルの値が実数である（屈折率が全ての方向で実数である場合に対応する）場合、これらの軸は直交することに留意。
よってDとEはテンソルにより関連付けられる。
{\displaystyle \mathbf {D} =\varepsilon _{0}\mathbf {E} +\mathbf {P} =\varepsilon _{0}\mathbf {E} +\varepsilon _{0}{\boldsymbol {\chi }}\mathbf {E} =\varepsilon _{0}(I+{\boldsymbol {\chi }})\mathbf {E} =\varepsilon _{0}{\boldsymbol {\varepsilon }}\mathbf {E} .}
ここでεは比誘電率テンソルもしくは誘電率テンソルとして知られるものである。結果として媒質の屈折率もテンソルである必要がある。x軸に平行になるように偏光されたz主軸に沿って伝搬する光波を考える。波は感受性χxxと誘電率εxxをうける。よって屈折率は次のようになる。
{\displaystyle n_{xx}=(1+\chi _{xx})^{1/2}=(\varepsilon _{xx})^{1/2}.}
y方向に偏光した波の場合
{\displaystyle n_{yy}=(1+\chi _{yy})^{1/2}=(\varepsilon _{yy})^{1/2}.}
よって、これらの波は2つの異なる屈折率を感じ異なる速度で進む。この現象は複屈折として知られる現象であり、方解石や石英など普通の結晶で起こる。 
χxx = χyy ≠ χzzであるとき、この結晶は一軸性である（結晶の光学軸参照）。χxx ≠ χyy かつ χxx ≠ χzz であるとき、結晶は二軸性である。一軸結晶は2つの屈折率、x,y方向に偏光した光に対する「通常」屈折率(no)とz方向に偏光した「異常」屈折率(ne)を示す。一軸結晶は、ne > noのとき「正」であり、ne < no のとき「負」である。軸に対してある角度で偏光された光は、異なる偏光成分に対しては異なる位相速度を受け、1つの屈折率では説明することができない。多くの場合これは屈折率楕円体(index ellipsoid)として表される。

## 他の効果
外部電場が印加されると、電気光学効果などの非線形光学現象により、電場の強度に比例（最低次に）して媒質の誘電率テンソルが変動する。これにより媒質の主軸が回転し、媒質を通る光の振る舞いが変化する。この効果を利用して光変調器を作ることができる。
磁場に反応して、複素エルミートである誘電率テンソルを持つことのできる材料もある。これはジャイロ磁気効果もしくは磁気光学効果と呼ばれる。この場合、主軸は楕円偏光に対応する複素数の値をとるベクトルであり、時間反転対称性が破れることがある。例えば、これは光アイソレータの設計に利用することができる。
エルミートではない誘電率テンソルは、特定の周波数において利得もしくは吸収を持つ材料に対応する複素固有値を生じさせる。